# Jean-Pierre Sentier
Jean-Pierre Sentier (7 de abril de 1940 – 5 de enero de 1995) fue un actor y director teatral, cinematográfico y televisivo de nacionalidad francesa.

## Biografía
Nacido en Beaugency, Francia, su nombre completo era Jean-Pierre Max Raymond Sentier. Hijo de un contratista de obras públicas, siendo joven se apasionó por las disciplinas artísticas, en particular por la pintura. Por ello se mudó a París con la esperanza de poder vivir de su arte. Sin embargo, pronto abandonó los pinceles para centrarse en el teatro y el music hall. Artista polifacético, fue dramaturgo y actor teatral, participando en shows en solitario como L'amante phalloïde o Faut-il déterrer les morts?.

Sentier hizo su debut cinematográfico en los años 1960, haciendo pequeños papeles. Pero destacó por su participación en seriales televisivos como Les Compagnons de Baal y L'Homme du Picardie, y por su trabajo en numerosos telefilmes, llegando a ser más adelante una figura familiar del público cinematográfico. A pesar de todo ello, no dejó de lado la actividad teatral, fundando el Théâtre des Ouvrages Contemporains, e interpretando Julio César (de William Shakespeare), Los bandidos (de Friedrich von Schiller), El maestro y Margarita (de Mijaíl Bulgákov), o Outrage au public (de Peter Handke).
En los años 1980, Sentier interpretó una gran variedad de papeles cinematográficos. Su físico le facilitó encarnar una galería de personajes insólitos, ambiguos, extraños pero entrañables. Su presencia fantasmal y misteriosa le encasilló en parte en la interpretación de personajes inquietantes. Mientras tanto, se dedicó también con éxito a la dirección, trabajando en L'arrêt au milieu (1977), Le Jardinier (1980), film galardonado con el Premio Jean Vigo en 1981, Un bruit qui court (1983, con Daniel Laloux), y en Le Coup suprême (1990). Posteriormente confirmó su condición de actor marginal participando en películas de escasa distribución como L'Affût, de Yannick Bellon (1992),Krapatchouk, de Enrique Gabriel (1993), Woyzeck, de Guy Marignane (1993) o Le Livre de cristal, de Patricia Plattner (1994). 
En esa época trabajó también en numerosas producciones televisivas. Tras dirigir su última película en 1991, Le coup suprême, obtuvo el Premio Molière al mejor actor de reparto por su actuación en L'Église, de Louis-Ferdinand Céline, en 1993. 
Jean-Pierre Sentier falleció el 5 de enero de 1995, a causa de un cáncer, en Boulogne-Billancourt, Francia.

## Filmografía

### Como actor

#### Años 1960
- 1966 : Le Chevalier des Touches (TV)
- 1968 : Les Compagnons de Baal (serie TV)
- 1968 : L'Homme du Picardie (serie TV)
- 1968 : Caroline chérie, de Denys de La Patellière
- 1968 : Drôle de jeu, de Pierre Kast
- 1968 : Le Socrate, de Robert Lapoujade
- 1968 : Le Tatoué, de Denys de La Patellière
- 1969 : Bye bye, Barbara, de Michel Deville
- 1969 : Thibaud (serie TV, episodio Le trésor de la mer morte)
- 1969 : Judith (TV)
- 1969 : Sainte Jeanne, telefilm de Claude Loursais)

#### Años 1970
- 1970 : La Bande des Ayacks (serie TV)
- 1970 : Le Sauveur, de Michel Mardore
- 1970 : Le saut périlleux, de William Guery - corto
- 1971 : On est toujours trop bon avec les femmes, de Michel Boisrond
- 1972 : Les Misérables (serie TV)
- 1972 - 1987 : Les Cinq Dernières Minutes, serie TV, 3 episodios: 
  - Meurtre par la bande (1972), de Claude Loursais
  - Régis (1978), de Guy Lessertisseur
  - Mort d'homme (1987), de Joannick Desclercs
- 1973 : L'An 01, de Jacques Doillon, Alain Resnais y Jean Rouch
- 1973 : L'Éloignement, de Jean-Pierre Desagnat (serie TV)
- 1973 : Byron libérateur de la Grèce ou Le jardin des héros (TV)
- 1973 : Maître Zaccharius (TV)
- 1974 : Au pays d'Eudoxie ou Le satyre de la Villette (TV)
- 1974 : Beau-François (TV)
- 1974 : Le Pain noir (serie TV)
- 1974-1977 : Las brigadas del tigre de Victor Vicas (serie TV, 2 episodios)
- 1975 : Le Cardinal de Retz (TV)
- 1975 : Le Père Amable, de Claude Santelli
- 1976 : Les Vécés étaient fermés de l'intérieur, de Patrice Leconte
- 1976 : El juez y el asesino, de Bertrand Tavernier
- 1976 : Je suis Pierre Rivière, de Christine Lipinska
- 1976 : Nuit d'or, de Serge Moati
- 1976 : Celui qui ne te ressemble pas (TV)
- 1977 : Le Chien de Monsieur Michel, de Jean-Jacques Beineix - corto -
- 1977 : La Question, de Laurent Heynemann
- 1977 : Rossel et la commune de Paris (TV)
- 1977 : Un comique né (TV)
- 1978 : La Jument vapeur, de Joyce Bunuel
- 1978 : La Traversée de l'Atlantique à la rame - corto de animación de Jean-François Laguionie (voz)
- 1978 : L'Argent des autres, de Christian de Chalonge
- 1978 : Les Grands Procès témoins de leur temps: Une semaine sainte (TV)
- 1978 : Aurélien (TV)
- 1978 : Messieurs les jurés ("L'Affaire Montigny"), de André Michel (TV)
- 1979 : Un juge, un flic (serie TV, episodio Mort en stock)
- 1979 : Jean le Bleu (TV)
- 1979 : Une femme dans la ville (TV)
- 1979 : Le Maître-nageur, de Jean-Louis Trintignant
- 1979 : L'arrêt du milieu, director, productor y guionista
- 1979 : Quand il faut y aller..., de Laurent Leymonie
- 1979 : Le Mors aux dents, de Laurent Heynemann
- 1979 : West Indies ou les nègres marrons de la liberté, de Med Hondo
- 1979 : Rue du Pied-de-grue, de Jean-Jacques Grand-Jouan

#### Años 1980
- 1980 : À vingt minutes par le R.E.R., de Richard Malbequi - corto -
- 1980 : Tout dépend des filles..., de Pierre Fabre
- 1980 : Extérieur, nuit, de Jacques Bral
- 1980 : Deux lions au soleil, de Claude Faraldo
- 1980 : Le Jardinier, director, guionista
- 1980 : Mont-Oriol (TV)
- 1980 : La Traque, de Philippe Lefebvre (TV)
- 1981 : Le Roman du samedi: L'agent secret (TV)
- 1981 : La Vie des autres (episodio "L'ascension de Catherine Sarrazin"), serie TV de Jean-Pierre Prévost
- 1981 : Guerre en pays neutre (serie TV)
- 1981 : Un assassin qui passe, de Michel Vianey
- 1981 : La Revanche, de Pierre Lary
- 1982 : Nestor Burma, détective de choc, de Jean-Luc Miesch
- 1982 : Paris-Saint-Lazare (serie TV)
- 1982 : Sans un mot (TV)
- 1982 : Mozart, de Marcel Bluwal
- 1982 : Instants de vie, de Claude Othin-Girard
- 1983 : Capitaine X (serie TV)
- 1983 : Debout les crabes, la mer monte !, de Jean-Jacques Grand-Jouan
- 1983 : Les Îles, de Iradj Azimi
- 1983 : Un bruit qui court, de Jean-Pierre Sentier, codirigida con Daniel Laloux
- 1984 : El más salvaje entre todos, de Gilles Béhat
- 1984 : Le Juge, de Philippe Lefebvre
- 1984 : Série noire (serie TV, episodio L'ennemi public n° 2)
- 1984 : L'Appartement (serie TV)
- 1984 : Machinations (serie TV)
- 1985 : Derborence,  de Francis Reusser
- 1985 : Fugue en femme majeure, de Patrick Villechaize
- 1985 : Le Génie du faux (TV)
- 1986 : Les Folles Années du twist, de Mahmoud Zemmouri
- 1986 : Exit-exil, de Luc Monheim
- 1986 : La Femme secrète, de Sébastien Grall
- 1986 : Rue du Départ, de Tony Gatlif
- 1986 : Tous en boîte (serie TV)
- 1987 : Poussière d'ange, de Edouard Niermans
- 1987 : Les Cinq Dernières Minutes (episodio Mort d'Homme), de Joannick Desclers
- 1987 : La Maison piège (TV)
- 1988 : La Maison assassinée, de Georges Lautner
- 1988 : Drôle d'endroit pour une rencontre, de François Dupeyron y Dominique Faysse
- 1988 : Mon ami le traître, de José Giovanni
- 1988 : Camille Claudel, de Bruno Nuytten
- 1989 : La Soule, de Michel Sibra
- 1989 : Pleure pas my love, de Tony Gatlif
- 1989 : Les Jupons de la Révolution (serie TV, episodio La baïonnette de Mirabeau)
- 1989 : Les Nuits révolutionnaires (serie TV)
- 1989 : Riot Gun (TV)

#### Años 1990
- 1990 : La Fille des collines, de Robin Davis
- 1990 : Faux et usage de faux, de Laurent Heynemann
- 1990 : La Fille du magicien, de Claudine Bories
- 1990 : Mademoiselle Ardel (TV)
- 1990 : S.O.S. disparus (miniserie TV)
- 1990 : Deux flics à Belleville (TV)
- 1990 : Le coup suprême, director, productor y guionista
- 1991 : Marie Curie, une femme honorable (miniserie TV)
- 1992 : Krapatchouk, de Enrique Gabriel Lipschutz
- 1992 : L'Affût, de Yannick Bellon
- 1992 : I Divertimenti della vita privata, de Cristina Comencini
- 1993 : Faits et dits de Nasreddin (miniserie TV)
- 1993 : Une femme sans histoire (TV)
- 1993 : Chiens écrasés (TV)
- 1993 : Woyzeck, de Guy Marignane
- 1993 : L'Ombre du doute, de Aline Issermann
- 1994 : George Sand, une femme libre (TV)
- 1994 : Le Livre de cristal, de Patricia Plattner

## Teatro
- 1969 : La tempestad, de William Shakespeare, escenografía de Michel Berto, Festival de Aviñón
- 1970 : Le Roi nu, de Evguéni Schwartz, escenografía de Christian Dente, Festival de Aviñón
- 1971 : Los bandidos, de Friedrich von Schiller, escenografía de Anne Delbée, Halles de París
- 1972 : La Cigogne, de Armand Gatti, escenografía de Pierre Debauche, Théâtre des Amandiers
- 1972 : Outrage au public, de Peter Handke, escenografía de Christian Dente, Teatro del Odéon
- 1972 : La Bouche, de Serge Ganzl, escenografía de Gabriel Garran, Festival de Aviñón
- 1972 : Le Fils de Miss Univers, de Jean-Pierre Sentier, escenografía de Guénolé Azerthiope, Théâtre Ouvert Festival de Aviñón
- 1972 : Le Commerce de pain, de Bertholt Brecht, escenografía de Manfred Karge y Matthias Langhoff, Teatro de la Commune
- 1974 : Le Coït interrompu, de Daniel Laloux y Jean-Pierre Sentier, Teatro de la Tempête
- 1976 : Le Défi, de Jean-Claude Perrin, escenografía del autor y Maurice Bénichou, Festival de Aviñón
- 1977 : Los bandidos, de Friedrich von Schiller, escenografía de Anne Delbée, Théâtre de la Ville
- 1981 : Bent, de Martin Sherman, escenografía de Peter Chatel, Théâtre de Paris
- 1987 : Tito Andrónico, de William Shakespeare, escenografía de Michel Dubois, Comédie de Caen, Teatro Nacional de Chaillot]]
- 1992 : L'Église, de Louis-Ferdinand Céline
- 1993 : Les Marchands de gloire, de Marcel Pagnol y Paul Nivoix, escenografía de Jean-Louis Martinelli, MC93 Bobigny, gira
- 1994 : Les Marchands de gloire, de Marcel Pagnol, escenografía de Jean-Louis Martinelli, Teatro de Niza